# Endurance Ojokolo
Endurance Ojokolo, née le 29 septembre à 1975, est une athlète nigériane, spécialiste du sprint.

## Palmarès

### Jeux olympiques d'été
- Jeux olympiques de 2004 à Athènes  Grèce
  - 7e avec le relais 4 × 100 m

### Championnats du monde d'athlétisme
- 2005 à Helsinki  Finlande
  - 7e avec le relais 4 × 100 m
- 1997 à Athènes  Grèce
  - 7e avec le relais 4 × 100 m

### Championnats du monde d'athlétisme en salle
- 2001 à Lisbonne  Portugal
  - 8e sur 60 m
- 1999 à Maebashi  Japon
  - 7e sur 60 m
- 1997 à Paris  France
  - 5e sur 60 m

### Championnats d'Afrique d'athlétisme
- 2008 à Addis-Abeba  Éthiopie
  -  Médaille d'or avec le relais 4 × 100 m
- 2006 à Bambous  Maurice
  -  Médaille de bronze sur 100 m
  -  Médaille d'argent avec le relais 4 × 100 m
- 2004 à Brazzaville  République du Congo
  -  Médaille d'or sur 100 m
  -  Médaille d'or avec le relais 4 × 100 m
- 2002 à Tunis  Tunisie
  -  Médaille d'or sur 100 m
- 1998 à Dakar  Sénégal
  -  Médaille d'argent sur 100 m
  -  Médaille d'or avec le relais 4 × 100 m

### Jeux africains
- 1999 à Johannesbourg  Afrique du Sud
  -  Médaille d'or avec le relais 4 × 100 m

## Records personnels
- 60 mètres : 7 s 08 (1999, indoor)
- 100 mètres : 11 s 06 (2001)
- 200 mètres : 23 s 09 (1999)